# メロディー・ゲルスバッハ
メロディー・ゲルスバッハ（Melody Adelheid Manuel Gersbach、1985年11月18日 – 2010年8月21日）は、ドイツ系フィリピン人のモデル。ミス・インターナショナル2009に出場。

## 生涯

### 生い立ち
父はドイツ人のWolfgang Gersbach。母はフィリピン人のMarina Manuel。
1985年11月18日、パンパンガ州アンヘレスに生まれ、この街で育つ。3人兄弟姉妹の第2子である。ドイツ生まれとする資料もある。
The University of Asia and the Pacificの大学院に在学、経営学を学ぶ。修了後、アルバイ州レガスピで家族経営のドイツレストランをマネジメントする。

### キャリア
2008年4月、Mutya ng Magayon 2008優勝。同年9月、Peñafrancia Festivalの一環として開催されたMiss Bicolandia 2008優勝。
2009年3月7日、Binibining Pilipinas International 2009に選ばれる（この年はミス・ユニバースと
ミス・ワールドのフィリピン代表も同じ舞台から選ばれた）。11月28日、マカオで開催されたミス・インターナショナル2009に出場。Top15に残る。
2010年、Binibining Pilipinas Universe 2010のヴィーナス・ラジがミス・ユニバース2010に出場するが、Stella Marquez-Araneta（ラジの衣装をセレクトする）と共にラジのコーチを務める。ラジに「ミス・ユニバースをリラックスして楽しんでらっしゃい」と伝えた。

### 死
2010年8月21日午前11時頃、交通事故により死去。彼女の乗ったトヨタは南カマリネス州（Camarines Sur）ブラのハイウェイで、バスと正面衝突する。運転していたSantos Ramos Jr.、メークアップアーティストのAlden Orenseも死亡。同乗していたRonald Litaは助かる。他にバスの乗客4人が負傷。現場から逃走しようとしたバス運転手のWilson de los Santosは警察に身柄を拘束された。
遺体はマニラ首都圏タギッグのthe Heritage Parkに1週間安置され、告別ミサの後アンヘレスのthe Holy Mary Memorial Parkに埋葬される
。 